# Argyrodes calmettei
Espèce
Argyrodes calmettei est une espèce d'araignées aranéomorphes de la famille des Theridiidae.

## Distribution
Cette espèce est endémique de La Réunion.

## Publication originale
- Lopez, 1990 : Contribution à l'étude des araignées réunionnaises : Note préliminaire. Bulletin de la Société Sciences Nat. (Venette-Compiègne), no 67, p. 13-22.